# Empoasca amoena
Empoasca amoena är en insektsart som beskrevs av Rowland Southern 1982. Empoasca amoena ingår i släktet Empoasca och familjen dvärgstritar. Inga underarter finns listade i Catalogue of Life.